# فيلي سميث (منافس ألعاب قوى)
فيلي سميث (بالإنجليزية: Willie Smith)‏ هو منافس ألعاب قوى ناميبي، ولد في 20 سبتمبر 1977.

## وصلات خارجية
- فيلي سميث على موقع الاتحاد الدولي لألعاب القوى (الإنجليزية)
- فيلي سميث على موقع أوليمبيديا (الإنجليزية)